# سيد علي موسوي نور
سيد علي موسوي نور (ولد في 7 مارس 2006 في رامهرمز) هو لاعب كاراتيه من مدينة رامهرمز، محافظة خوزستان في إيران. سيد علي موسوي نور لاعب منتخب إيران في مختلف الفئات. حصل على الميدالية الذهبية في بطولة آسيا للكاراتيه 2021 التي أقيمت في ألماتي. احتل المركز الثالث في تصنيف الاتحاد العالمي للكاراتيه بوزن 70 كجم.

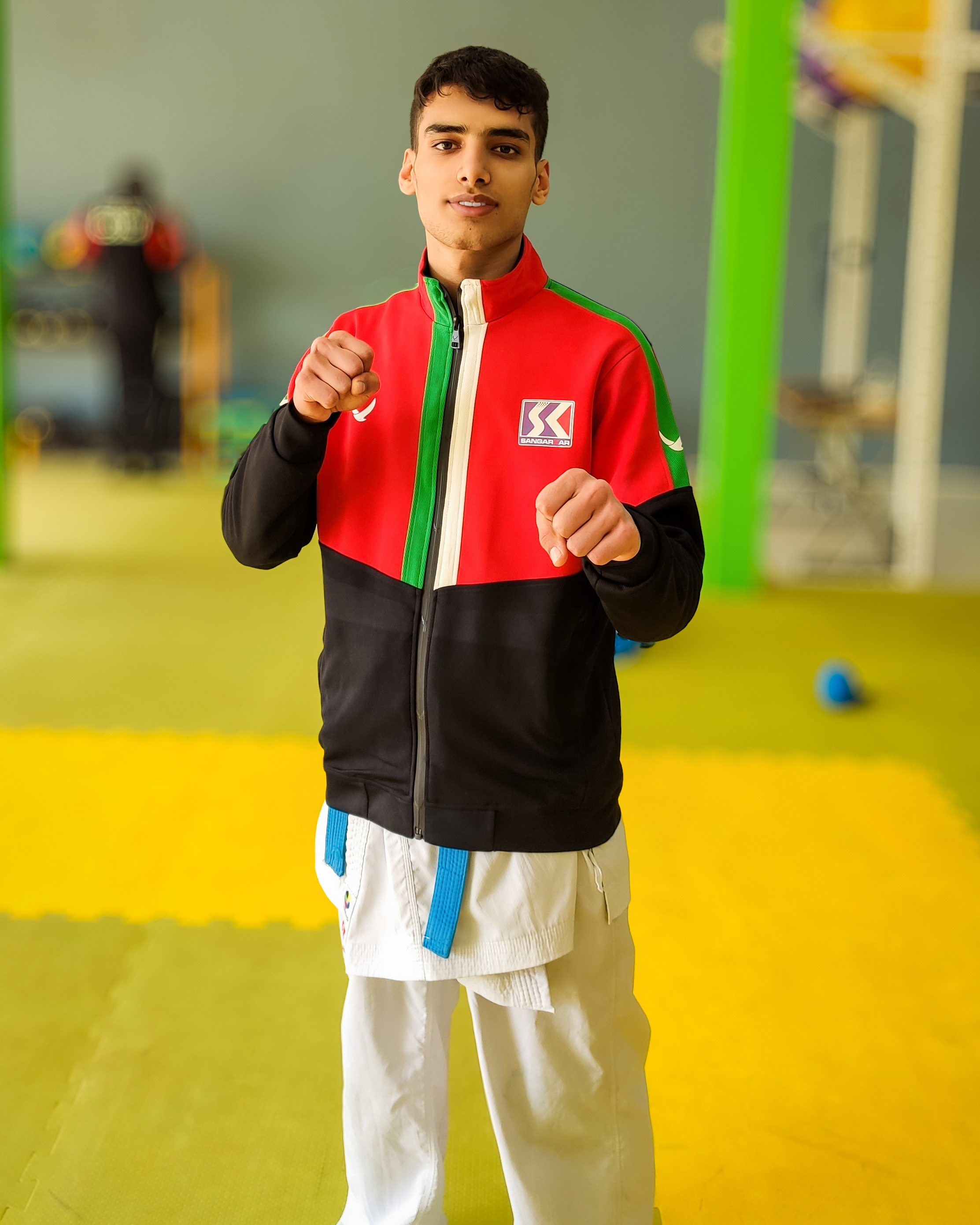

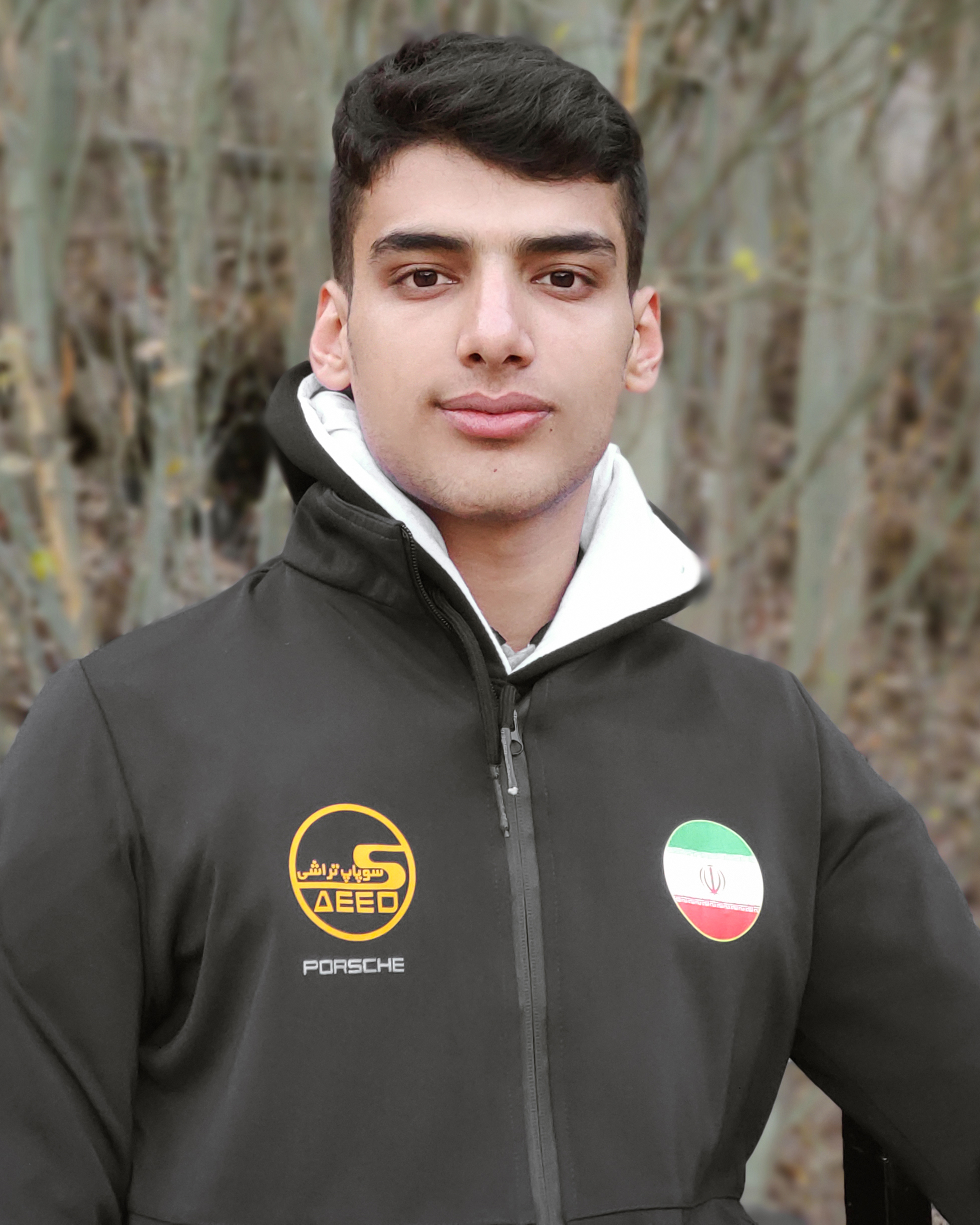

بدأ الكاراتيه في سن 12، وبعد فوزه بألقاب البطولات المختلفة في الفئات العمرية الأساسية، أصبح عضوًا في المنتخب الوطني لجمهورية إيران الإسلامية عام 2017.